# Ponte della Libertà
Ponte della Libertà (hr. Most slobode) je jedini venecijanski automobilski most preko Venecijanske lagune u Sjevernoj Italiji. Most povezuje Piazzale Roma u sestieru San Polo i 4 km udaljeni grad Mestre na kopnu.

## Povijest gradnje mosta
Most je izgrađen za vrijeme fašističke vladavine u Italiji od 1931. do 1933., po projektu inženjera Eugenia Miozzija, uz stariji željeznički most izgrađen još 1846.za Kraljevine Lombardija-Venecija.
Most je dug 3.85 km, a širok 20 metara, što je dovoljno za četiri vozne trake, bez zaustavnih traka.
Benito Mussolini je svečano pustio most pod imenom Ponte Littorio u promet - 25. travnja 1933. istovremeno s otvorenjem novog automobilskog trga Piazzale Roma.
Nakon Drugog svjetskog rata most je prezvan u Ponte della Libertà da se na taj način iskaže zahvalnost građana Italije za oslobođenje od fašizma. 

## Vanjske poveznice
|  | Zajednički poslužitelj ima još gradiva o temi Ponte della Libertà |

- Ponte della Libertà (1933) na stranicama Structurae (engl.)